# Sendero Marítimo de Anglesey
El Sendero Marítimo de Anglesey (Anglesey Coastal Path en inglés) discurre por toda la longitud del Área de Destacada Belleza Natural en la isla de Anglesey, Gales, Reino Unido. Es una red de senderos con derechos de paso públicos en Inglaterra y Gales y algunos están designados como senderos permisivos. 
La ruta sigue la costa de Anglesey, casi dando la vuelta completa a la isla. Hay dos puntos en los que el camino no atraviesa las fincas: en Plas Newydd y en Llanfachraeth. Como es circular, oficialmente empieza y termina en Holyhead.
El sendero está bien señalizado por todo el recorrido.
Los fondos del Objetivo Europeo han contribuido en este proyecto, que pretende satisfacer la creciente demanda de paseos costeros. El camino fue creado por una asociación dirigida por la agencia comunitaria Menter Môn y el Concejo Condal de la isla de Anglesey. Se inauguró formalmente por el primer ministro de Gales Rhodri Morgan, el 9 de junio de 2006.

## Puntos de paso del sendero
Empezando en Holyhead y en sentido contrario a las agujas del reloj, el sendero atraviesa o pasa cerca de:
| N. | Imagen | Tipo                       | Localización                | Autoridad unitaria | Observaciones |
| -- | ------ | -------------------------- | --------------------------- | ------------------ | --- |
| 1  |        | Puerto                     | Holyhead                    | Anglesey           | Ubicado en la ciudad más grande de Anglesey. |
| 2  |        | Faro                       | South Stack                 | Anglesey           | El faro está considerado como uno de los iconos de Anglesey. |
| 3  |        | Playa                      | Isla Holy                   | Anglesey           | Situada en la isla más grande de Anglesey. |
| 4  |        | Pueblo                     | Trearddur                   | Anglesey           | Situado en una bahía, al sur de Holyhead, en la costa oeste de la isla Holy.                                                                                              |
| 5  |        | Pueblo                     | Rhoscolyn                   | Anglesey           | Pueblo cercano a la playa de Borthwen con un acceso complicado. |
| 6  |        | Pueblo                     | Rhosneigr                   | Anglesey           | Situado a 10 km al sureste de Holyhead. |
| 7  |        | Cámara funeraria neolítica | Barclodiad y Gawres         | Anglesey           | Un claro ejemplo de una tumba de corredor cruciforme |
| 8  |        | Iglesia                    | Iglesia de Cribinau         | Anglesey           | Cribinau es una pequeña isla mareal situada en la costa suroeste de Anglesey.                                                                                             |
| 9  |        | Pueblo                     | Aberffraw                   | Anglesey           | Aberffraw está situado junto a la ribera oeste del río Ffraw. |
| 10 |        | Iglesia                    | Iglesia de Llangadwaladr    | Anglesey           | En la iglesia se encuentra la tumba de Cadfan ap Iago, Rey de Gwynedd (c. 616—c. 625).                                                                                    |
| 11 |        | Isla                       | Isla Llanddwyn              | Anglesey           | La isla Llanddwyn es una pequeña isla mareal. La ciudad más cercana es Newborough.                                                                                        |
| 12 |        | Puente                     | Puente Britannia            | Anglesey           | Puente sobre el estrecho de Menai, entre las islas de Anglesey y Gran Bretaña.                                                                                            |
| 13 |        | Estrecho                   | Swellies                    | Anglesey           | Es el paso de navegación más peligroso del estrecho de Menai. |
| 14 |        | Isla                       | Isla Church                 | Anglesey           | Pequeña isla sólo accesible a pie desde el paseo Belga. |
| 15 |        | Puente                     | Puente colgante de Menai    | Anglesey           | Uno de los primeros puentes colgantes del mundo, diseñado por Thomas Telford.                                                                                             |
| 16 |        | Pueblo                     | Menai Bridge                | Anglesey           | Es el tercer mayor asentamiento de la isla, con una población de 3146 habitantes.                                                                                         |
| 17 |        | Pueblo                     | Llandegfan                  | Anglesey           | El pueblo original Hen Llandegfan se situaba en el antiguo camino desde el cruce del Estrecho de Menai en Porthaethwy vía Pentraeth hacia Beaumaris.                      |
| 18 |        | Castillo                   | Beaumaris                   | Anglesey           | Es la antigua ciudad condal de la isla de Anglesey y se localiza en la costa de la entrada este del Estrecho de Menai.                                                    |
| 19 |        | Promontorio                | Penmon                      | Anglesey           | Se encuentra a unos 5 km al este de la ciudad de Beaumaris, en la comunidad de Llangoed.                                                                                  |
| 20 |        | Isla                       | Isla Puffin                 | Anglesey           | Se trata de una isla deshabitada situada en el extremo oriental de Anglesey.                                                                                              |
| 21 |        | Bahía                      | Traeth Coch                 | Anglesey           | Es una amplia bahía de arena y una zona de excepcional belleza natural, en la costa este.                                                                                 |
| 22 |        | Pueblo                     | Benllech                    | Anglesey           | Se encuentra en la comunidad de Llanfair-Mathafarn-Eithaf. Tiene 3408 habitantes.                                                                                         |
| 23 |        | Pueblo                     | Moelfre                     | Anglesey           | Fue el lugar del naufragio en 1859 del Royal Charter en el término de su viaje desde Australia hasta Liverpool.                                                           |
| 24 |        | Monumento conmemorativo    | Memorial Royal Charter      | Anglesey           | Monumento del naugragio del Royal Charter, barco que viajaba desde Australia a Liverpool donde se perdieron 459 vidas.                                                    |
| 25 |        | Bahía                      | Dulas Bay                   | Anglesey           | Es una pequeña bahía en la costa norte al este de Anglesey rodeada por tres playas.                                                                                       |
| 26 |        | Pueblo                     | Amlwch                      | Anglesey           | Conocido por su patrimonio industrial, es la localidad más septentrional de Gales.                                                                                        |
| 27 |        | Pueblo                     | Bull Bay                    | Anglesey           | La línea de costa es rocosa y alberga muchas cuevas. Algunas de estas rocas tienen unos 570 millones de años, lo que las sitúan entre las más antiguas de Gales.          |
| 28 |        | Parroquia                  | Llanbadrig                  | Anglesey           | Partes de la película de 2006. Half Light, protagonizada por Demi Moore, se rodaron en Llanbadrig, aunque la película se desarrolló principalmente en Escocia.            |
| 29 |        | Pueblo                     | Cemaes                      | Anglesey           | Situado en la bahía de Cemaes, es una Área de Destacada Belleza Natural, en parte propiedad de la Fundación Nacional para Lugares de Interés Histórico o Belleza Natural. |
| 30 |        | Central nuclear            | Wylfa Nuclear Power Station | Anglesey           | Wylfa fue la última central de Magnox que se construirá en el Reino Unido. Actualmente es la última central de Magnox en funcionamiento en el mundo.                      |
| 31 |        | Laguna                     | Laguna Cemlyn               | Anglesey           | Cemlyn es una bahía y laguna en la costa noroeste de Anglesey, aproximadamente a 2,5 km al oeste de la central nuclear Wylfa, dentro de la comunidad de Cylch-y-Garn.     |
| 32 |        | Promontorio                | Carmel Head                 | Anglesey           | Carmel Head es un destacado promontorio costero en la punta noroeste de la isla de Anglesey.                                                                              |
| 33 |        | Terraplén                  | Stanley Embankment          | Anglesey           | Es un terraplén con ferrocarril, carretera y carril bici que conecta la isla de Anglesey y Holy Island.                                                                   |
| 34 |        | Parque                     | Penrhos Country Park        | Anglesey           | Se encuentra junto a la autopista A55, colindando con la bahía Beddmanarch.                                                                                               |
| 35 |        | Ciudad                     | Holyhead                    | Anglesey           | Con una población de 11 237 habitantes, es la mayor ciudad en el condado de Anglesey.                                                                                     |